# Armand Massard
Armand Émile Nicolas Massard (París, 1 de desembre de 1884 - París, 9 d'abril de 1972) va ser un tirador d'esgrima francès, especialista en espasa, que va competir en els anys posteriors a la Primera Guerra Mundial.
El 1920 va prendre part en els Jocs Olímpics d'Anvers, on disputà dues proves del programa d'esgrima. En la competició d'espasa individual guanyà la medalla d'or, mentre en la d'espasa per equips guanyà la de bronze.
El 1924, als Jocs de París, fou cinquè en la competició d'espasa individual. El 1928, a Amsterdam, disputà els seus tercers i darrers Jocs Olímpics. En ells disputà dues proves del programa d'esgrima. En la competició d'espasa individual quedà eliminat en semifinals, mentre en la d'espasa per equips guanyà la medalla de plata.
El 1911 fundà la Federació Parisina d'Esgrima, que presidí entre 1921 i 1940. Durant la Segona Guerra Mundial va presidir la Federació Francesa d'Esgrima, entre 1943 i 1945. Entre 1933 i 1967 presidí el Comitè olímpic francès (COF).
Fou periodista del Le Figaro i col·laborador del diari de dreta L'Ami du peuple de François Coty, on dirigia els serveis esportius. Membre de la Croix-de-feu, Armand Massard es manifestà al costat dels veterans i els membres de les Lligues durant els disturbis del 6 de febrer de 1934.

## Reconeixements
Massard fou reconegut amb la Creu de Guerra 1914-1918 pels seus serveis durant la Primera Guerra Mundial, així com fou nomenat cavaller de la Legió d'Honor.